# Tarzan 2
Série
Tarzan
(1999) La Légende de Tarzan et Jane
(2002)
Pour plus de détails, voir Fiche technique et Distribution.
Tarzan 2 : L'Enfance d'un héros ou Tarzan 2 au Québec (Tarzan II: The Legend Begins), est le 94e long-métrage d'animation des studios Disney, sorti directement en vidéo en 2005. L'action du film se déroule simultanément à celle de Tarzan (1999).
Une série télévisée, La Légende de Tarzan, est également diffusée de 2001 à 2003, dont La Légende de Tarzan et Jane (2002) constitue une compilation.

## Synopsis
Spécimen unique dans la jungle, Tarzan sent bien qu'il n'arrive pas à agir comme les autres singes. Chaque semaine qui passe lui montre combien son comportement ne ressemble en rien à celui de ceux avec qui il partage sa vie. La peur panique de mettre un jour sa famille en danger lui devient de plus en plus insupportable, même si Kala, sa mère adoptive, tente de le rassurer en lui prouvant que cette différence fera bientôt sa force.
Mais voilà que par un après-midi orageux, l'irréversible se produit. En rampant sur un tronc d'arbre placé en travers d'un précipice, Tarzan perd l'équilibre et provoque un accident qui blesse douloureusement Kala. Persuadé que tout est de sa faute et que les autres singes vivront beaucoup mieux sans lui, le jeune garçon disparaît du jour au lendemain, bien décidé à trouver seul sa place dans le monde.
Malheureusement pour lui, son chemin croise celui de Mama Gunda et de ses deux fils, Kago et Uto, dont la bêtise n'a d'égale que la méchanceté. Tarzan se retrouve bientôt en bien mauvaise posture. Mais un cri bestial venu de la Montagne Inconnue semble soudain terrifier ses agresseurs. Le mystérieux Zugor, dont tout le monde semble redouter la cruauté, vient de se manifester…[réf. nécessaire]

## Fiche technique
- Titre original : Tarzan II: The Legend Begins
- Titre français : Tarzan 2 : L'Enfance d'un héros
- Titre québécois : Tarzan 2
- Réalisation : Brian Smith, assisté de Alexs Stadermann et Andrew Collins
- Scénario : Brian Smith, Jim Kammerud, Bob Tzudiker et Noni White d'après les personnages d'Edgar Rice Burroughs
- Conception graphique :
  - Direction artistique : Bill Perkins, Joaquim Royo Morales et Lin Hua Zheng
- Montage : John Royer
- Musique : Phil Collins, Mark Mancina et Dave Metzger
- Production : 
  - Production exécutive : Jim Kammerud et Leslie Hough
  - Production déléguée : Carolyn Bates
- Sociétés de production : DisneyToon Studios, Walt Disney Pictures
- Sociétés de distribution : Buena Vista Home Entertainment
- Format : Couleurs - 1,78:1 - Dolby Digital
- Durée : 72 minutes
- Dates de sortie[1]
  - États-Unis : 14 juin 2005
  - France : 29 juin 2005 (avant-première à Disneyland Resort Paris), 24 août 2005

## Distribution

### Voix originales
- Harrison Chad : Tarzan
- George Carlin : Zugor
- Brad Garrett : Uto
- Ron Perlman : Kago
- Estelle Harris : Mama Gunda
- Glenn Close : Kala
- Lance Henriksen : Kerchak
- Brenda Grate : Terk (Tok)
- Harrison Fahn : Tantor
- Phil Collins : soliste (chant)
- Tiffany Evans : soliste (générique de fin)

### Voix françaises
- Maxime Nivet : Tarzan
- Dick Rivers : Zugor
- François Siener : Uto
- Philippe Catoire : Kago
- Brigitte Virtudes : Mama Gunda
- Frédérique Tirmont : Kala
- Jean-Bernard Guillard : Kerchak
- Isabelle Leprince : Tok
- Camille Donda : Tantor
- Catherine Hamilty et Denise Metmer : des femelles gorilles
- Camille Timmerman, Bradley Foubert et Naomi Libraty : voix additionnelles
- Julien Laurence : soliste (chant)

- Nina Aguiar : soliste (générique de fin)
Version française
  - Studio de doublage : Dubbing Brothers[2]
  - Direction artistique : Barbara Tissier (dialogues), Georges Costa (chansons)
  - Adaptation : Houria Lamhene-Belhadji (dialogues), Orianne Collins, Magali Dubois, Luc Aulivier (chansons)

### Voix québécoises
- Léo Caron : Tarzan
- Marc Bellier : Zugor
- François L'Écuyer : Uto
- Patrick Chouinard : Kago
- Élizabeth Chouvalidzé : Mama Gunda
- Danièle Panneton : Kala
- Yves Corbeil : Kerchak
- Marie-Andrée Corneille : Terk
- Julien Houde : Tantor
- Ludivine Reding : Petit singe
- Julien Chagnon : soliste (chant)

## Chansons du film
- Enfant de l'homme (Son of Man) (reprise) - Phil Collins et les Chœurs de la « Little Dreams Foundation »
- Partir loin (Me retrouver) (Leaving Home (Find My Way)) - Julien Laurence, ou Julien Chagnon au Québec
- Qui je suis? (Who Am I?) - Julien Laurence, ou Julien Chagnon au Québec et les Chœurs de la « Little Dreams Foundation »
- Qui je suis? (Who Am I?) (reprise) - Julien Laurence, ou Julien Chagnon au Québec et les Chœurs de la « Little Dreams Foundation »
- Qui je suis? - Nina Aguiar, ou Who Am I? - Tiffany Evans au Québec (générique de fin)

## Autour du film
« Chacun de nous, à un moment donné de notre vie, cherche à remettre en cause sa place dans le monde. C'est cette période très particulière que nous avons voulu mettre en avant dans Tarzan 2  », déclare Brian Smith, le réalisateur du film. « Alors qu'il pense ne jamais pouvoir réussir à trouver sa place au sein de la tribu - il se sent en cela trop différent des autres animaux -, le jeune Tarzan va être amené à découvrir au fil des épreuves que lui réserve la vie que c'est en fait de sa singularité qu'il tire sa force, et qu'être différent lui permettra peut-être de devenir un jour le fabuleux héros qu'on a connu dans le premier film. » La productrice Carolyn Bates poursuit : « Nous étions tous conscients de faire un film drôle, sachant mêler action et aventure, mais nous sentions aussi que l'histoire avait un fond émotionnel très fort, et que nous nous devions de le restituer au public. Aussi avons-nous tous essayé de découvrir nous-mêmes qui nous étions, comme Tarzan essaye de faire dans ce film. » C'est la chanson Enfant de l'homme qui correspond au moment-clé de cette nouvelle histoire. « Pendant cette chanson, dans le premier opus, on voit Tarzan qui grandit », déclare Brian Smith. « Au début du film, il est petit garçon, et après une série d'épreuves et de transitions, il devient soudain un adulte. Nous nous sommes dit que c'était à travers cette ellipse au cours de laquelle Tarzan a sûrement connu d'autres aventures, rencontré de nouveaux personnages qui ont joué un rôle important dans sa vie et l'ont rendu plus mûr, qu'on pouvait trouver matière à bâtir le scénario de Tarzan 2. »
À l'occasion de la sortie de Tarzan 2, une grande avant-première a été organisée à Disneyland Resort Paris en la présence exceptionnelle de Phil Collins, le compositeur de la musique du film. Au cours de cette avant-première, un chèque de 25 000 euros a été remis de la part de Disney Hand, la division mécénat de la Walt Disney Company, à Little Dreams Foundation. Cette fondation, créée par Phil et Orianne Collins, est destinée à soutenir les talents de jeunes enfants dans divers domaines tant sportifs qu'artistiques.